# Шайвуа
Шайвуа́ (фр. Chaillevois) — коммуна во Франции, находится в регионе Пикардия. Департамент коммуны — Эна. Входит в состав кантона Лан-1. Округ коммуны — Лан.
Код INSEE коммуны — 02155.

## Население
Население коммуны на 2010 год составляло 188 человек.
| 1962 | 1968 | 1975 | 1982 | 1990 | 1999 | 2010 |
| ---- | ---- | ---- | ---- | ---- | ---- | ---- |
| 121  | 149  | 160  | 155  | 174  | 175  | 188  |

## Экономика
В 2010 году среди 118 человек трудоспособного возраста (15—64 лет) 92 были экономически активными, 26 — неактивными (показатель активности — 78,0 %, в 1999 году было 63,1 %). Из 92 активных жителей работали 87 человек (43 мужчины и 44 женщины), безработных было 5 (3 мужчин и 2 женщины). Среди 26 неактивных 9 человек были учениками или студентами, 11 — пенсионерами, 6 были неактивными по другим причинам.